# Meuk
Meuk war ein belgisches Volumenmaß für Getreide.
- Weizen, Roggen, Gerste: 1 Meuk = ¼ Rasière/Meuken = 19,25 Liter
- Hafer: 1 Meuk = ¼ Rasière/Meuken = 24,063 Liter